# Puig de Coma d'Or
El Puig de Coma d'Or és una muntanya de 2.821,6 m d'altitud situada al Massís del Carlit, concretament al límit entre l'Alta Cerdanya, i el Sabartès, al País de Foix, del Llenguadoc (Occitània) al nord, concretament entre els termes comunals d'Angostrina i Vilanova de les Escaldes i Merens.
Està situat a la zona nord del terme comunal d'Angostrina i Vilanova de les Escaldes i al nord-est del de Merens. És a prop al sud del Puig Pedrós Sud, del Puig Pedrós Nord i de la Portella Roja. Té l'Estany de Lanós a sota i a llevant seu.
Aquest cim està inclòs al llistat dels 100 cims de la FEEC
És destí freqüent de moltes de les rutes d'excursionisme del Massís del Carlit.